# 阿聯酋太空總署
阿聯酋太空總署（UAESA）（阿拉伯语：‎）是阿聯酋的太空總署，首個火星探測器——希望號於2020年7月20日於當地時間早上6時58分在日本種子島成功發射。

## 歷史
阿聯酋在2008年提議建立一個太空總署，像歐洲航天局。阿拉伯科學技術基金會說，中東和北非的一個機構已經得到了一些政府的非官方支持，並希望一個傳播衛星圖像的地區性組織可以早日成立。該機構將利用赤道衛星監測安全和環境變化。該計劃並在2009年12月的全球空間技術論壇上得到推動。在阿布扎比建立了地球觀測空間中心。
2014年，成立了阿聯酋太空總署。
2015年，它與法國國家太空研究中心以及英國航天局建立了夥伴關係。